# Vulcaanhaven
De Vulcaanhaven is een particuliere zeehaven aan de oostkant van Vlaardingen aan de Nieuwe Maas, tussen de Koningin Wilhelminahaven en Schiedam.
De haven werd in 1911 aangelegd en was gedurende langere tijd de grootste particuliere zeehaven van Europa. Het havenbasin was vooral van belang vanwege de doorvoer van steenkool naar Duitsland (ijzerindustrie in het Ruhrgebied). In de Vulcaanhaven werden kolen en ook wel ijzererts overgeladen van zeeschepen op rijnaken. Mede daardoor kon de voormalige vissersplaats Vlaardingen in de eerste decennia na de Tweede Wereldoorlog uitgroeien tot de derde zeehaven en tweede Rijnhaven van Nederland; een positie die de stad verloor door de groei van de havens van IJmuiden en Delfzijl.
Behalve voor overslag - naast steenkool en ijzererts ook plantaardige en dierlijke oliën - was de haven ook in gebruik bij de scheepswerf en anker- en kettingfabriek Vlaardingen Oost. Het terrein van dat laatste bedrijf wordt gebruikt door de DFDS Seaways en Rotterdam Bulk Terminal (R.B.T.) B.V.
Buitenhaven · Oude Haven · Vulcaanhaven · Koningin Wilhelminahaven · Zevenmanshaven